# Daniel Benz
Daniel Benz (* 8. August 1987 in Dresden) ist ein deutscher Badmintonspieler und -trainer.

## Leben
Daniel Benz ist der Sohn des Badmintonspielers Andreas Benz. Im Januar 1999 begann er Badminton zu spielen. Er absolvierte eine Ausbildung für den gehobenen Dienst bei der Polizei Hessen. Seit der Saison 2006/2007 spielt er für die SG Anspach.

## Karriere
Daniel Benz gewann bei den deutschen Juniorenmeisterschaften mehrere Medaillen, bevor er 2009 erstmals international bei den Erwachsenen erfolgreich war. Im genannten Jahr wurde er bei den Iceland International 2009 Dritter im Doppel. In der Saison 2010/2011 wurde er deutscher Hochschulmeister im Herrendoppel. 2013 siegte er bei den Swiss International. Ein Jahr später wurde er Zweiter bei den Polish International 2014. In der Saison 2011/2012 startete er für die SG Anspach in der 1. Badminton-Bundesliga.
Bei den 65. deutschen Badminton-Meisterschaften 2017 gewann er im Herren-Doppel mit seinem langjährigen Partner Andreas Heinz (SV Fun-Ball Dortelweil) die Bronzemedaille.